# Sarcozona
Sarcozona is een geslacht uit de ijskruidfamilie (Aizoaceae). De soorten komen voor in Australië.

## Soorten
- Sarcozona bicarinata S.T.Blake
- Sarcozona praecox (F.Muell.) S.T.Blake

... · 
Antimima · 
Argyroderma · 
Carpobrotus · 
Disphyma · 
Dorotheanthus · 
Gibbaeum · 
Lapidaria · 
Lithops · 
Mesembryanthemum · 
Sceletium · 
Tetragonia · 
...